# Konvoj HX 84
HX 84 byl konvoj ve druhé světové válce, který 28. října 1940 vyplul z Halifaxu v Kanadě a jehož cílem byl Liverpool ve Velké Británii. Konvoj se skládal z 39 obchodních lodí a jeho jedinou ochranou byl pomocný křižník HMS Jervis Bay. Jervis Bay byl linkový parník, který byl na začátku války vyzbrojen sedmi 152mm děly.
Německá kapesní bitevní loď Admiral Scheer, které velel kapitán Theodor Krancke, vyplula z Wilhelmshavenu 14. října 1940. Jejím cílem bylo napadat konvoje a osaměle plující lodě v Atlantiku. O konvoji HX 84 se Krancke dozvěděl od šifrovací služby B-Dienst. 5. listopadu konvoj našlo na pozici 50°30′ s. š., 32° z. d. průzkumné letadlo z Admirala Scheera.
Jervis Bay se německé kapesní bitevní lodi postavila na odpor, kterým se snažila dát šanci obchodním lodím, aby uprchly. Po potopení Jervis Bay, zaútočil Admiral Scheer na lodě konvoje a potopil britské obchodní lodě Maiden, Trewellard, Kenbame Head, Beaverford, Fresno a poškodil tanker San Demetrio. Ostatní lodě dopluly v pořádku do Liverpoolu. Na Jervis Bay zahynulo 190 členů posádky včetně kapitána Fegena.
Admirál Scheer pokračoval ve svých útocích na transatlantickou přepravu a do Kielu se vrátil až 1. dubna 1941. Během plavby potopil celkem 16 lodí a uplul 46 000 námořních mil.
Kapitán Jervis Bay Edward Fegen obdržel posmrtně Viktoriin kříž za ochranu konvoje HX 84.